# Festival de Cine de Sitges de 2019
La 52 edición del Festival de Cine de Sitges se celebró del 3 al 13 de octubre de 2019 en Sitges.
El hoyo de Galder Gaztelu-Urrutia gana el premio de mejor película, Adoration de Fabrice du Welz gana el premio especial del jurado.

## Jurados

### Jurado de la Sección Oficial
- Anurag Kashyap, director
- Alan Jones, crítica
- Marina Ortiz
- Mary Jo Markey
- Nancy Bishop

## Películas

### Sección Oficial
| Título                     | Director                                  | País                       |
| -------------------------- | ----------------------------------------- | -------------------------- |
| Achoura                    | Talal Selhami                             | Francia Marruecos          |
| Adoration                  | Fabrice du Welz                           | Reino Unido                |
| After Midnight             | Jeremy Gardner y Christian Stella         | Estados Unidos             |
| Amigo                      | Óscar Martín                              | España                     |
| Bacurau                    | Juliano Dornelles y Kleber Mendonça Filho | Brasil                     |
| Bloodline                  | Henry Jacobson                            | Estados Unidos             |
| Color Out of Space         | Richard Stanley                           | Estados Unidos             |
| Come to Daddy              | Ant Timpson                               | Estados Unidos             |
| Corporate Animals          | Patrick Brice                             | Estados Unidos             |
| Cuerdas                    | José Luis Montesinos                      | España                     |
| Daniel Isn't Real          | Adam Egypt Mortimer                       | Estados Unidos             |
| El hoyo                    | Galder Gaztelu-Urrutia                    | España                     |
| Her Blue Sky               | Tatsuyuki Nagai                           | Japón                      |
| Keepers                    | Jérémy Clapin                             | Francia                    |
| Judy & Punch               | Mirrah Foulkes                            | Australia                  |
| L'Angle mort               | Patrick Mario Bernard y Pierre Trividic   | Francia                    |
| Le Daim                    | Quentin Dupieux                           | Francia                    |
| Les particules             | Blaise Harrison                           | Francia Suiza              |
| Little Monsters            | Abe Forsythe                              | Australia                  |
| Luz                        | Juan Diego Escobar Alzate                 | Colombia                   |
| Paradise Hills             | Alice Waddington                          | España                     |
| Pelican Blood              | Katrin Gebbe                              | Alemania Bulgaria          |
| Ready or Not               | Matt Bettinelli-Olpin y Tyler Gillett     | Estados Unidos             |
| Samurai Marathon           | Bernard Rose                              | Japón Reino Unido          |
| Suicide Tourist            | Jonas Alexander Arby                      | Dinamarca                  |
| Swallow                    | Carlo Mirabella-Davis                     | Estados Unidos             |
| Synchronic                 | Justin Benson y Aaron Moorhead            | Estados Unidos             |
| The Antenna                | Orçun Behram                              | Turquía                    |
| The Cleansing Hour         | Damien Leveck                             | Estados Unidos             |
| The Lodge                  | Veronika Franz y Severin Fiala            | Estados Unidos Reino Unido |
| The Nest                   | Roberto De Feo                            | Italia                     |
| The Room                   | Christian Volckman                        | Francia                    |
| Ventajas de viajar en tren | Aritz Moreno                              | España                     |
| Vivarium                   | Lorcan Finnegan                           | Irlanda                    |
| Yves                       | Benoît Forgeard                           | Francia                    |

## Palmarés

### Sección Oficial
- Mejor película : El hoyo de Galder Gaztelu-Urrutia
- Premio especial del jurado : Adoration de Fabrice du Welz
- Mejor director  : Juliano Dornelles y Kleber Mendonça Filho por Bacurau
- Mejor interpretación masculina  : Miles Robbins por Daniel Isn't Real
- Mejor interpretación femenina : Imogen Poots por Vivarium

### Gran Premi Honorífic
- Sam Neill

### Premio Màquina del Temps
- Patrick Wilson
- Maribel Verdú